# Булачани
Булачани (на македонска литературна норма: Булачани) е село в община Гази Баба на Северна Македония.

## География
Селото е разположено в областта Църногория, североизточно от Скопие в подножието на Скопска Църна гора.

## История
В края на XIX век Булачани е село в Скопска каза на Османската империя. Църквата „Свети Йоан Предтеча“ е от XIX век. Според статистиката на Васил Кънчов („Македония. Етнография и статистика“) към 1900 година в Булачани живеят 530 българи християни.
В началото на XX век по-голямата част от християнското население на селото е под върховенството на Българската екзархия. Според патриаршеския митрополит Фирмилиан в 1902 година в Булачане има 58 сръбски патриаршистки къщи. По данни на секретаря на екзархията Димитър Мишев („La Macédoine et sa Population Chrétienne“) в 1905 година в Булачани има 600 българи екзархисти и 192 българи патриаршисти сърбомани и функционират българско и сръбско училище.
При избухването на Балканската война в 1912 година 3 души от Булачани са доброволци в Македоно-одринското опълчение.
След Междусъюзническата война в 1913 година селото влиза в границите на Сърбия.
В Първата световна война 3 души от селото загиват като войнци в Българската армия.
На етническата си карта от 1927 година Леонард Шулце Йена показва Булачани (Bulačani) като сръбско село.
На етническата си карта на Северозападна Македония в 1929 година Афанасий Селишчев отбелязва Булачани като българско село.
Според преброяването от 2002 година Булачани има 1104 жители.
| Националност     | Всичко |
| северномакедонци | 1098   |
| албанци          | 0      |
| турци            | 0      |
| роми             | 0      |
| власи            | 0      |
| сърби            | 6      |
| бошняци          | 0      |
| други            | 0      |

## Личности
Родени в Булачани
- Драган Яневски (р. 1943), северномакедонски поет
- Неделчо Цветков (1909 - ?), български революционер, деец на ВМРО
- Трайко Тръпков Боримечката (? - 1920), български революционер, деец на ВМОРО
- Трайко Цветков, български революционер от ВМОРО, четник на Богдан Баров[9]